# North of the Rio Grande

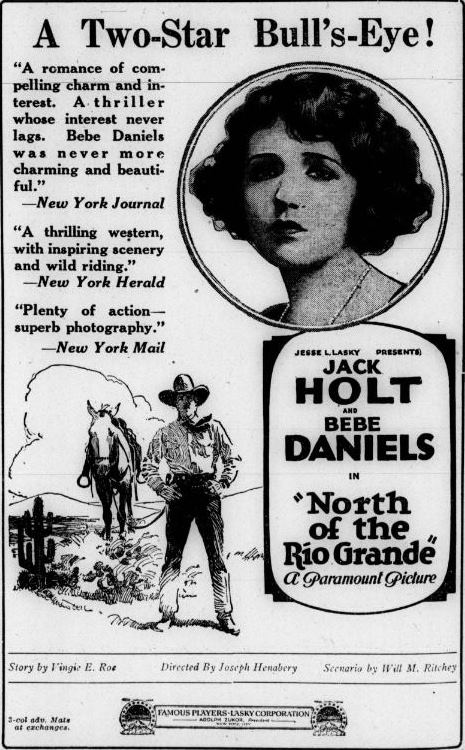
Annonce du film dans le magazine Variety.

North of the Rio Grande est un film américain réalisé par Rollin S. Sturgeon, sorti en 1922.

## Fiche technique
- Titre : North of the Rio Grande
- Réalisation : Rollin S. Sturgeon
- Scénario : Will M. Ritchie d'après Val of Paradise de Vingie E. Roe (en)
- Producteurs : Adolph Zukor, Jesse Lasky
- Photographie : Faxon M. Dean
- Distributeur : Paramount Pictures
- Durée : 5 bobines[1]
- Date de sortie : 14 mai 1922

## Distribution

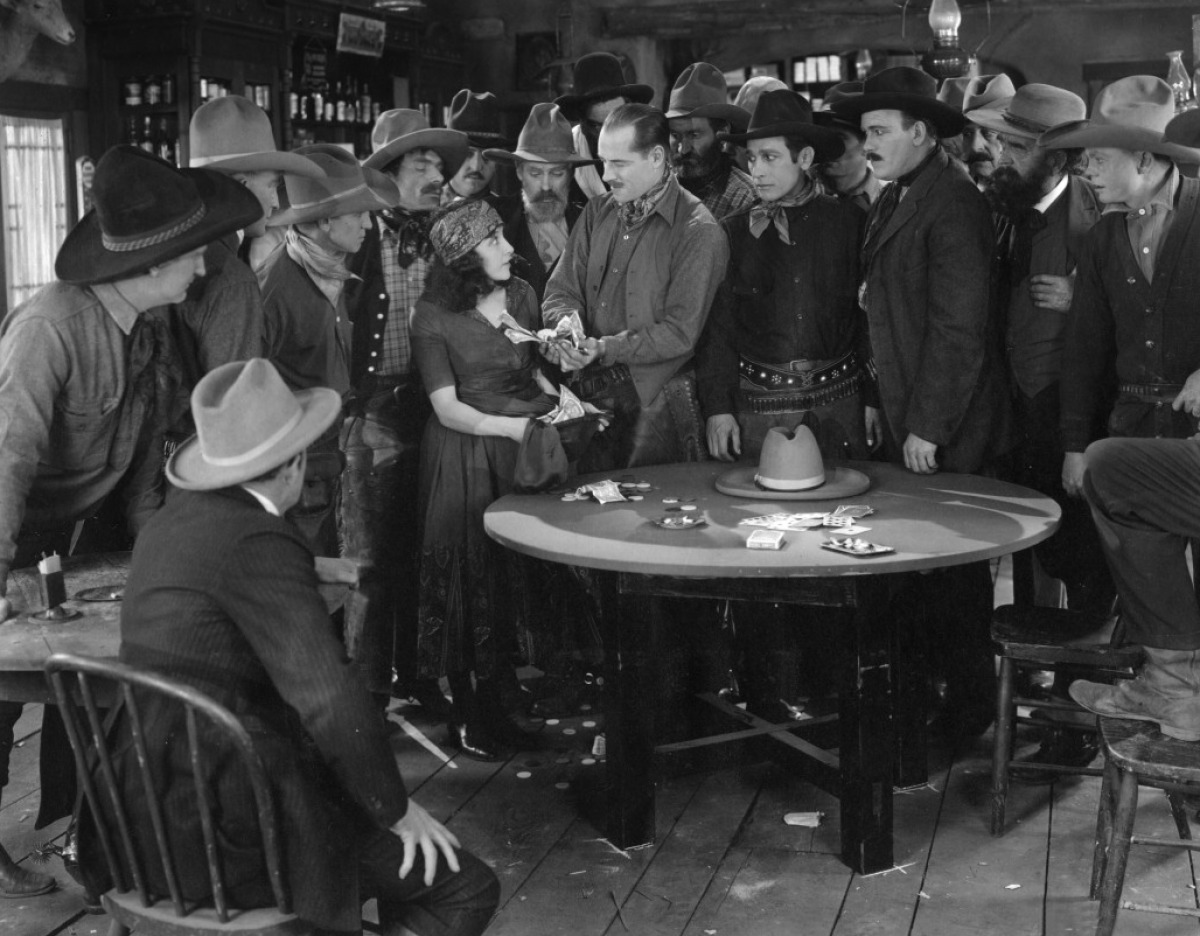
Scène du film, avec Shannon Day et Jack Holt (au centre).

- Jack Holt : Bob Haddington
- Bebe Daniels : Val Hannon
- Charles Ogle : Colonel Haddington
- Alec B. Francis : Father Hillaire
- Will Walling : John Hannon
- Jack Carlyle : Brideman
- Fred Huntley : Briston
- Shannon Day : Lola Sanchez
- Edythe Chapman : Belle Hannon
- George Field : Paul Perez
- Westcott Clarke : Clendenning